# Moldoveni, Neamț
Moldoveni là một xã thuộc hạt Neamț, România. Dân số thời điểm năm 2002 là 2538 người.